# Viscum whitei
Viscum whitei är en sandelträdsväxtart. Viscum whitei ingår i släktet mistlar, och familjen sandelträdsväxter.

## Underarter
Arten delas in i följande underarter:
- V. w. flexicaule
- V. w. whitei